# جوزيف كيلمان
جوزيف كيلمان (بالإنجليزية: Joseph Kellman)‏ هو شخصية أعمال أمريكي، ولد في 7 يناير 1920 في شيكاغو في الولايات المتحدة، وتوفي في 7 يناير 2010 في Egypt, Wharton County, Texas ‏ في الولايات المتحدة.